# اس‌ام‌اس تگتهاف (۱۸۷۸)
اس‌ام‌اس تگتهاف (۱۸۷۸) (به انگلیسی: SMS Tegetthoff (1878)) یک کشتی بود که طول آن ۹۲٫۴ متر (۳۰۳ فوت ۲ اینچ) بود. این کشتی در سال ۱۸۷۸ ساخته شد.